# Сергей Бодров-младши
Сергей Бордов – младши (на руски: Бодров, Сергей Сергеевич) е руски актьор, режисьор, сценарист и телевизионен водещ. Син е на известния съветски режисьор Сергей Бодров - старши.

## Биография
Роден е на 27 декември 1971 г. в Москва в семейството на режисьора Сергей Бодров - старши и изкуствоведа Валентина Николаевна. Учи в 1265 средно училище със задълбочено изучавне на френски език. Първата си роля изиграва през 1986 г. във филма „Ненавиждам те!“. През 1989 г. Бодров изиграва епизодична роля във филма „СЕР“. През 1992 г. участва в „Бял цар, червена царица“.
През 1994 г. завършва висшето си образование в Московския университет по специалност „живопис на Венецианския ренесанс“. През 1998 г. защитава дисертация и получава степен „кандидат на науките“.
Първата си главна роля Сергей изиграва в „Кавказки пленник“, където си партнира с Олег Меншиков. За образа на Ваня Жилин Бодров получава приз за най-добра главна роля на фестивала в Сочи, награда за най-добър актьорски дебют от фестивала „Балтийска перла“ и приз на кинопресата за най-добра роля. „Кавказки пленник“ получава награди на престижни фестивали като тези в Кан и Карлови Вари. Филмът получава наградата на европейската киноакадемия за най-добър сценарий и номинации за „Оскар“ и „Златен глобус“. През 1997 г. Бодров-младши получава държавна награда на Руската федерация в областта на литературата и изкуството.
През октомври 1996 г. става ко-водещ на предаването „Поглед“ по ОРТ, където остава до август 1999 г.
През 1997 г. изиграва ролята на Данила Багров във филма „Брат“. Първоначално филмът е посрещнат с критики, но впоследствие ролята на Данила донася популярност на Бодров. „Брат“ е отличен с награди на фестивалите в Сочи, Торино, Котбус и Триест. Бодров спечелва призове за най-добра мъжка роля от фестивалите в Сочи и Чикаго.
През 1999 г. играе поддържаща роля в „Изток - Запад“. Филмът е номиниран за „Оскар“, „Златен глобус“ и „Сезар“ и печели 6 награди от други престижни фестивали. На следващата година излиза и продължението на „Брат“, заснето в САЩ. Към втората част на екшъна е създадена и компютърна игра. Премиерата на филма е съпътствана с концерти в Москва и Санкт Петербург, на които се изпълняват песните от саундтрака на филма. Същата година се снима във филма „Куики“, чийто режисьор е Бодров-старши.
През 2001 г. на екран излиза първият филм на Бодров, в който той е сценарист и режисьор – „Сестри. През есента на 2001 г. става водещ на първия сезон на предаването „Последният герой“.
През 2002 г. Бодров изиграва главната роля във филма „Мечешка целувка“. Междувременно Сергей подготвя втория си филм като режисьор – „Свръзка“. Снимките обаче не са завършени, след като на 20 септември 2002 г. снимачната група загива след сриването на огромен ледник в Кармадонския пролом.

## Филмография
- 2002 – Связной /Свързочникът/ (сценарист, режисьор и актьор)
- 2002 – Медвежий поцелуй /Меча целувка/
- 2002 – Война
- 2001 – Давай сделаем это по-быстрому /Да го направим по лесния начин/
- 2001 – Сестри (сценарист, реж. и актьор)
- 2000 – Брат 2
- 1999 – Восток-Запад /Изток-Запад/
- 1998 – Стрингер /Папаракът
- 1997 – Брат
- 1996 – Кавказский пленник /Кавказкият пленник/
- 1992 – Белый король, красная королева /Белият крал и червената кралица/
- 1989 – СЭР (Свобода – это рай) /Свободата – това е раят/
- 1986 – Я тебя ненавижу/Ненавиждам те

## Награди
- Най-добър дебют (фестивал „Балтийска перла“) – 1996
- Най-добра мъжка роля (фестивал „Кинотавър“) – 1996, 1997
- Награда на кинопресата за актьор на годината – 1997
- Ника за най-добра мъжка рола – 1997
- Държавна премия на Русия – 1997
- Златен овен за актьор на годината – 1997
- Най-добра мъжка роля (фестивал в Чикаго) – 1997
- Гран-при за най-добър режисьорски дебют (фестивал „Кинотавър“) – 2001
- Златен овен за режисьорски дебют – 2001
- Биенале в категория „авторско кино“ (фестивал във Венеция) – 2001
- Награда на спирание „Видеомагазин“ – 2002
- За свобода на творческото изразяване (фестивал в Карлови Вари) – 2002
- Ника за най-добра поддържаща роля – 2003